# Giulia Galli
Giulia Galli (...) è una fisica e chimica italiana naturalizzata statunitense, nota per i suoi contributi, da un punto di vista computazionale alla fisica della materia condensata e alla scienza dei materiali.

## Biografia
Giulia Galli ha conseguito il dottorato in fisica nel 1987 presso la Scuola Internazionale Superiore di Studi Avanzati di Trieste. Dopo alcuni incarichi da post-doc, presso l'Università dell'Illinois - Urbana-Champaign con Richard Martin e il centro di ricerca IBM di Zurigo con Michele Parrinello, nel 1991 è diventata ricercatrice presso l'EPFL di Losanna. Nel 1998 si è trasferita negli Stati Uniti presso il Lawrence Livermore National Laboratory in California, dove è rimasta fino al 2005, quando è diventata professoressa di fisica e chimica all'Università della California, Davis. Nel 2014 è infine passata all'Università di Chicago, dove è anche direttrice del Midwest Integrated Center for Computational Materials (MICCoM) presso gli Argonne National Laboratory.

## Ricerca
L'attività di ricerca di Galli si concentra sullo sviluppo e l'uso di metodi computazionali per comprendere e prevedere il comportamento di solidi, liquidi e nanostrutture a partire da principi primi. Galli ha aperto la strada all'applicazione della dinamica molecolare da principi primi a materiali e liquidi eterogenei, e ha sviluppato metodi per la spettroscopia computazionale. I suoi studi teorici sulle proprietà degli stati eccitati della materia si concentrano sulla realizzazione di materiali utili per la produzione di energia sostenibile, ad esempio nel campo dell'energia solare e delle risorse idriche in condizioni ambientali severe. Un'altra linea di ricerca è incentrata sullo studio dei fenomeni e dei materiali utilizzabili in informatica quantistica. Gli aspetti più numerici della ricerca di Galli sono focalizzati sullo sviluppo del codice WEST (struttura elettronica su larga scala all'interno della teoria perturbativa a molti corpi) e sulla partecipazione allo sviluppo del codice Qbox (dinamica molecolare da principi primi) guidato da Francois Gygi presso l'Università della California, Davis, entrambi supportati dal MICCoM.

## Premi e riconoscimenti
- Materials Reasearch Society Theory Award nel 2018[7]
- David Adler Lectureship Award in the Field of Materials Physics dell'APS nel 2019[8]
- Premio Tommassoni-Chisesi nel 2019[9]
- Aneesur Rahman Prize dell'APS nel 2022[10]

Giulia Galli è inoltre fellow dell'American Physical Society e dell'American Association for the Advancement of Science, ed è membro dell'American Academy of Arts and Sciences, della National Academy of Science e dell'International Academy for Quantum Molecular Science.